# Pertti Purhonen
Pertti Ilmari Purhonen, född 14 juni 1942 i Helsingfors, död 5 februari 2011 i Borgå, var en finländsk boxare.
Purhonen blev olympisk bronsmedaljör i weltervikt i boxning vid sommarspelen 1964 i Tokyo.